# Pyralis kacheticalis
Pyralis kacheticalis es una especie de polilla del género Pyralis, tribu Pyralini, familia Pyralidae. Fue descrita científicamente por Christoph en 1893.

## Descripción
La envergadura es de 17 milímetros. Posee alas posteriores pálidas. En los machos, los genitales poseen forma de cuerno.

## Distribución
Se distribuye por Líbano, Ucrania, Rusia, Grecia y Armenia.